# Oreochromis amphimelas
Oreochromis amphimelas ist eine afrikanische Buntbarschart, die im zentralen Hochland von Tansania in den Seen Eyasi, Kitangiri, Manyara, Singida und Sulungali vorkommt.

## Merkmale
Oreochromis amphimelas erreicht eine maximale Standardlänge von 28 cm, wobei diese Größe im Kitangirisee und im Singidasee erreicht wird, während die Exemplare aus den Seen Eyasi, Manyara und Sulungali kleiner bleiben. Verglichen mit anderen Oreochromis-Arten ist Oreochromis amphimelas relativ schlank. Das Kopfprofil ist fast gerade, Exemplare mit einer Länge von mehr als 13 cm zeigen jedoch einen steilen Anstieg vom Hinterhauptbein bis zum Rückenflossensatz. Das Maul ist endständig und die Augen sind relativ klein. Der Schwanzstiel ist lang und Rücken- und Afterflosse reichen angelegt nicht bis zum Ende des Schwanzstiels. Nacken-, Rücken- und Bauchschuppen sind sehr klein. Der Übergang von den Schuppen der Körperseiten zu den Bauchschuppen erfolgt abrupt, entlang einer gebogenen Linie von der Brustflossenbasis bis zum After. Weibchen und Männchen, die kein Revier besitzen, sind silbrig-grau gefärbt mit einem weißlichen Bauch. Revierbesitzende Männchen sind an den Körperseiten rosarot, die Rückenflosse und der Bauch sind schwarz und die Schwanzflosse ist rosa.
Morphometrie:
- Flossenformel: Dorsale XII–XIV/10–12, Anale III/8–11.
- Schuppenformel: (30)31–33(34).
- Kiemenrechen: (2–4)+1+(12–15).
- Wirbel: 30–32.

## Lebensweise
Oreochromis amphimelas ist die einzige Art der Untergattung Vallicola, die die Schwestergruppe von Alcolapia ist, und kommt wie die Vertreter dieser Untergattung in salzigen, natronhaltigen Sodaseen vor. Oreochromis amphimelas ist ein Maulbrüter, bei dem das  Weibchen die Brutpflege übernimmt. Die Eier haben einen Durchmesser von 2,2–2,5 mm. Die Fische ernähren sich von Kleinstlebewesen (Mikrophagie).